# Popis stanovništva u Bosni i Hercegovini 1895.
Popis stanovništva u Bosni i Hercegovini je izvršen 1895. godine. Po popisu stanovništva na površini od 51.246 km2, 1895. godine u Bosni i Hercegovini živjelo je 1.568.092 stanovnika. 
- Broj stanovnika: 1.568.092
- Broj stanovnika ženskog spola: 739.902 ( -88.288)
- Broj stanovnika muškog spola: 828.190
- Broj žena u odnosu prema broju muškaraca 893 : 1000
- Broj domaćinstava: 257.493
- Veličina prosječnog domaćinstva: 6.1 članova/domaćinstvu
- Gustoća naseljenosti: 30.6 stanovnika/km2
- Prosječna starost žena: - godina
- Prosječna starost muškaraca: - godina

## Ukupni rezultati po vjerskoj pripadnosti
| \| Vjeroispovjest \| Broj \| Udio \| \| grčki pravoslavci 1 \| 673.246 \| 42.94 % \| \| muslimani 2 \| 548.632 \| 34.99 % \| \| rimokatolici \| 334.142 \| 21.31 % \| \| židovi \| 8.213 \| 0.52 % \| \| ostali \| 3.859 \| 0.24 % \| | 1 Do popisa 1905. godine popisivani kao grčki pravoslavci 2 Do 1901. godine službeno ime Muhammedaner, njemački: (muhamedanci), odnosi se na pripadnike islamske vjeroispovjesti. Izraz se može često naći i danas u sredstvima javnog izvještavanja (novinama i televiziji) u Austriji pogotovo ako se radi o vremenina austro-ugarske vladavine u Bosni i Hercegovini. Često se veže s rječju Bosniaken, njemački: (Bošnjaci), te se i time razgraničava od danas korištene riječi "Bosnier", njemački: (Bosanac), koji označava osobu s bosanskim državljanstvom. |         |
| Izvod iz popisa stanovništva BiH 1895. godine | |         |
| Vjeroispovjest | Broj | Udio    |
| grčki pravoslavci 1 | 673.246 | 42.94 % |
| muslimani 2 | 548.632 | 34.99 % |
| rimokatolici | 334.142 | 21.31 % |
| židovi | 8.213 | 0.52 %  |
| ostali | 3.859 | 0.24 %  |